# Strijkmolen C
Strijkmolen C is een tussen 1627 en 1630 gebouwde eikenhouten achtkantige poldermolen in de Nederlandse plaats Oudorp. De molen is een zogenaamde grondzeiler.
Strijkmolens bemalen geen polders, maar malen het water van de ene boezem naar de andere. Er hebben in totaal 14 strijkmolens gestaan, 6 aan de Molenkade te Oudorp (ook wel de molens van de Zes Wielen genaamd), 4 achter Oudorp en 4 bij Rustenburg. Strijkmolen C is een van de vier overgebleven molens aan de Molenkade en maalde het water uit diverse polders naar de Schermerboezem. In 1941 verloren de strijkmolens hun functie doordat de Raaksmaatsboezem gemeengelegd werd met de Schermerboezem.
Het gevlucht van Strijkmolen C is Oudhollands. De molen is voorzien van een vijzel. Op 6 maart 1999 vloog de molen in brand nadat jongeren binnen een vuurtje hadden gestookt. De schade was beperkt doordat de molen op dat moment leegstond. Juist rond die tijd zouden de molen en de buurmolens strijkmolen B, strijkmolen D en strijkmolen E naar de molenstichting Alkmaar gaan. In april 1999 werden de kap en roeden verwijderd om te worden hersteld. Na de restauratie kon in maart 2002 de molen draaivaardig worden opgeleverd. In 2004 werd begonnen met het maalvaardig maken van de molen. De nieuwe vijzel werd geplaatst en er werd een achterwaterloop gegraven. In het najaar was dit werk zo goed als af. Er moest alleen nog een voorwaterloop gegraven worden. De opening van de maalvaardige stond gepland voor april 2005. Maar het liep anders. In de vroege ochtend van eerste kerstdag 2004 werd de molen door twee vandalen in brand gestoken en de molen brandde opnieuw helemaal uit. Hier blief veel minder van over dan bij de eerste brand. In januari 2005 werd de molen onttakeld en stond er daarna weer een kaal achtkant bij. In december 2005 werd de opdracht tot herbouw van de molen gegeven. In de zomer van 2006 begon de herbouw. Het achtkant kon nog voor een deel worden hergebruikt. De rest, op onderbonkelaar, vijzelwiel en vijzel na, moest opnieuw. Op 12 mei 2007 werd onder grote belangstelling de nieuwe kap geplaatst. Na de rest van het nodige timmerwerk en de rest kon op 6 april 2008 voor het eerst sinds jaren weer gedraaid worden.
Strijkmolens:
Strijkmolen B ·
Strijkmolen C ·
Strijkmolen D ·
Strijkmolen E ·
Ambachtsmolen ·
Strijkmolen I ·
Strijkmolen K ·
Strijkmolen L

Poldermolens:
Bosmolen ·
Hargermolen ·
Groetermolen ·
De Grebmolen ·
Slootgaardmolen ·
Poldermolen Waarland ·
Molen D / Oosterdel ·
Molen A ·
Sluismolen ·
Damlandermolen ·
Philisteinse Molen ·
Wimmenumer Molen ·
Geestmolen ·
Robonsbosmolen ·
De Viaan ·
De Eendracht

Korenmolens:
De Groot ·
Kijkduin (Schoorl) ·
't Roode Hert -
De Gouden Engel -
De Otter (Oterleek)

Molenstichting Alkmaar